# SC Campomaiorense
Sporting Clube Campomaiorense – portugalski klub piłkarski z siedzibą w Campo Maior.

## Historia
Sporting Clube Campomaiorense został założony w 1 lipca 1926. Przez wiele lat klub występoewał w niższych klasach rozgrywkowych. W 1992 Campomaiorense awansował do Segunda Divisão de Honra. W 1995 klub później świętował pierwszy w historii awans do Primeira Divisão.
W premierowym sezonie Campomaiorense zajął przedostatnie, siedemnaste miejsce i spadł do drugiej. Rok później klub wygrał rozrywki Segunda Divisão i powrócił do Primeira Divisão. W 1999 klub osiągnął swój największy sukces w swojej historii docierając do finału Pucharu Porugalii, w którym uległ 0-1 SC Beira-Mar. W pierwszej lidze Campomaiorense występowało do 2001. W 2002 klub rozwiązał drużynę seniorów.
W 2006 reaktywowano drużynę seniorów. Obecnie Campomaiorense występuje w III Divisão (czwarta liga).

## Sukcesy
- 5 sezonów Primeira Liga: 1995-1996, 1997-2001.
- Finał Pucharu Porugalii (1): 1995.
- Mistrzostwo Segunda Liga (1): 1997.

## Reprezentanci kraju grający w klubie
| - Carlos Martins - Rogério Matias - Litos - Beto - Jimmy Floyd Hasselbaink - Goran Stevanović | - Stanimir Stoiłow - Srǵan Zahariewski - István Vincze - Carlos Fernandes - Lito Vidigal - Mário Artur Borges Oliveira |

## Trenerzy klubu
- Diamantino Miranda (1995-96)
- Diamantino Miranda (1996–97)
- Carlos Manuel (1999-2000)

## Sezony wPrimeira Liga
| Sezon     | Uzyskane Miejsce |
| --------- | ---------------- |
| 1995-96   | 17 (spadek)      |
| 1997-98   | 11               |
| 1998-99   | 13               |
| 1999-2000 | 13               |
| 2000-01   | 16 (spadek)      |